# Mona de l'au-delà
Mona de l'au-delà est le 19e épisode de la saison 19 de la série télévisée d'animation Les Simpson.

## Synopsis
Après être revenus du centre commercial dans lequel les Simpson sont allés dans un magasin de jouets pour enfants pour faire plaisir à Maggie, ils s'aperçoivent en rentrant chez eux que la porte d'entrée est ouverte. Pensant qu'il y a un voleur, ils avancent prudemment jusqu'à la cuisine dans laquelle se trouve... la mère d'Homer qui est de retour et qui fait une tarte aux pommes. Elle annonce à Homer que désormais le gouvernement la croit morte et qu'elle va pouvoir passer le restant de ses jours à s'occuper de son fils. Mais Homer n'arrive pas à lui pardonner de l'avoir laissé tomber si longtemps. Mais alors qu'il lui fait une carte pour se faire pardonner, Homer découvre que sa mère vient de décéder devant la cheminée...